# Finalmente...
Finalmente... è un album di Natale Galletta, pubblicato nel 1983.

## Tracce
1. Quel vestito rosso
2. Comme se fa
3. Vulesse
4. Si m'appicceco cu 'te
5. 7 febbraio
6. T'aspetterò
7. Appiccecate
8. 'A straniera